# Attenuipyga platyrhynchus
Attenuipyga platyrhynchus är en insektsart som beskrevs av Henry Fairfield Osborn 1894. Attenuipyga platyrhynchus ingår i släktet Attenuipyga och familjen dvärgstritar. Inga underarter finns listade i Catalogue of Life.